# Melolonthinae
Melolonthinae là một phân họ bọ cánh cứng trong họ Scarabaeidae.

## Vòng đời
Vòng đời của Melolonthinae có 4 giai đoạn là trứng, ấu trùng, nhộng và trưởng thành, tương tự như các loài bọ cánh cứng khác. Trứng được đẻ trong đất và cũng là nơi diễn ra các giai đoạn ấu trùng và nhộng. Người lớn xảy ra trên mặt đất. Giai đoạn ấu trùng dài và có thể kéo dài đến hai năm, trong khi giai đoạn trưởng thành ngắn và chỉ kéo dài vài ngày hoặc vài tuần.

## Thức ăn
Ấu trùng của các loài trong phân bộ này ăn rễ cây và mùn. Các cây chủ đã biết bao gồm cỏ, cỏ ba lá và mía. Con trưởng thành có thể (ví dụ Automolius, Diphucephala, Heteronyx, Liparetrus, Phyllotocus và Sericesthis) hoặc không thể cho ấu trừng ăn (ví dụ Antitrogus và Rhopaea). Những con trưởng thành ăn lá cây, chẳng hạn như bạch đàn, hoa hoặc phấn hoa.

## Hành vi
Con trưởng thành thường hoạt động lúc hoàng hôn buôn hoặc về đêm, nhưng các loài ăn hoa và phấn hoa thường hoạt động vào ban ngày. Chúng thường bị thu hút bởi ánh sáng.
Ở những loài kiếm ăn, con trưởng thành tụ tập trên cây và điều này giúp chúng tìm thấy nhau để giao phối. Ở những loài không kiếm ăn, những con cái còn trinh tiết ra pheromone giới tính để con đực có thể tìm thấy chúng. 

## Tác hại
Ấu trùng Sericesthis spp. là loài gây hại đồng cỏ, trong khi ấu trùng của Dermolepida albohirtum, Antitrogus và Lepidiota là loài gây hại mía. Lepidiota stigma là một loại bọ hại mía khác và cũng tấn công ngô, cao lương và nhiều loại cây khác. Phyllophaga spp. đôi khi có thể gây ra sự rụng lá hoàn toàn của cây rụng lá.

## Phân loại

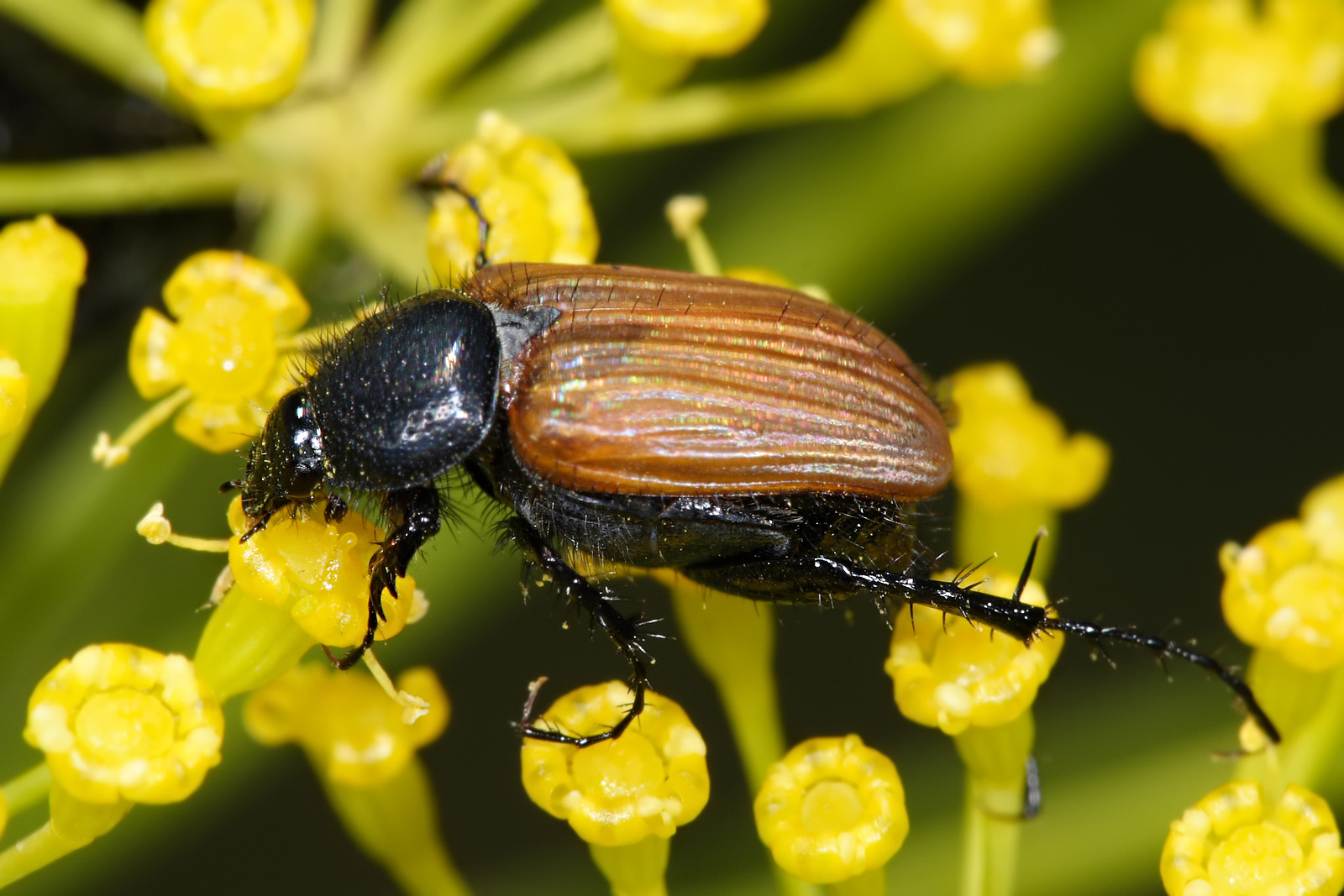
Phyllotocus sp. (Sericini)

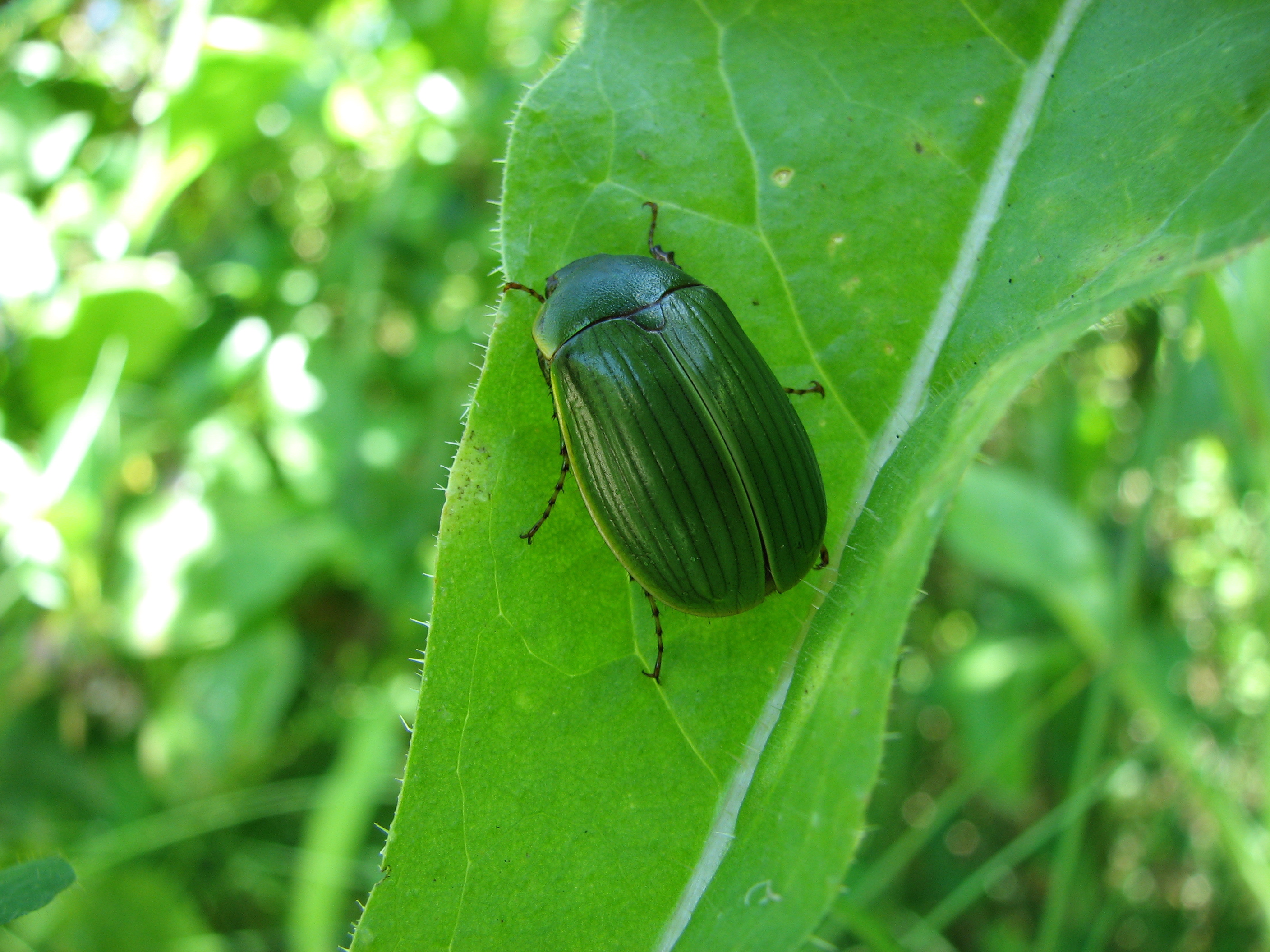
Stethaspis sp. (Stethaspini/Xylonychini)

Theo nhiều tác giả khác nhau, phân họ còn sống Melolonthinae được chia thành 20-30 tông. Một số chi và loài nổi tiếng cũng được liệt kê ở đây:
| - Ablaberini Burmeister, 1855 – bao gồm Camentini - Automoliini Britton, 1978 - Chasmatopterini Lacordaire, 1856 - Colymbomorphini – sometimes in Xylonychini - Comophorinini Britton, 1957 – bao gồm Comophini - Diphucephalini Britton, 1957 - Diphycerini – sometimes in Macrodactylini - Diplotaxini – sometimes in Melolonthini - Heteronychini Britton, 1957 - Hopliini - Lichniini - Liparetrini Burmeister, 1855 – bao gồm Allarini, Colpochilini - Macrodactylini Kirby, 1837 – bao gồm Dichelonyciini - Maechidiini Burmeister, 1855 - Melolonthini Samouelle, 1819 - Amphimallon - Amphimallon solstitialis – Summer Chafer, bọ cánh cứng châu Âu tháng 6 - Melolontha – cockchafers, bọ tháng 5 - Phyllophaga – bọ cánh cứng tháng 5 - Polyphylla | - Oncerini - Pachydemini Reitter, 1902 - Pachytrichini Burmeister, 1855 - Phyllotocidiini Britton, 1957 - Podolasiini – sometimes in Hopliini - Rhizotrogini – sometimes in Melolonthini - Scitalini Britton, 1957 - Sericini Dalla Torre, 1912 - Maladera - Maladera insanabilis – Bọ cánh cứng Khomeini - Sericoidini Burmeister, 1855 - Stethaspini – thỉnh thoảng ở trong Xylonychini - Systellopini Sharp, 1877 - Tanyproctini – thỉnh thoảng ở trong Pachydemini - Xylonychini Britton, 1957 |

## Hình ảnh

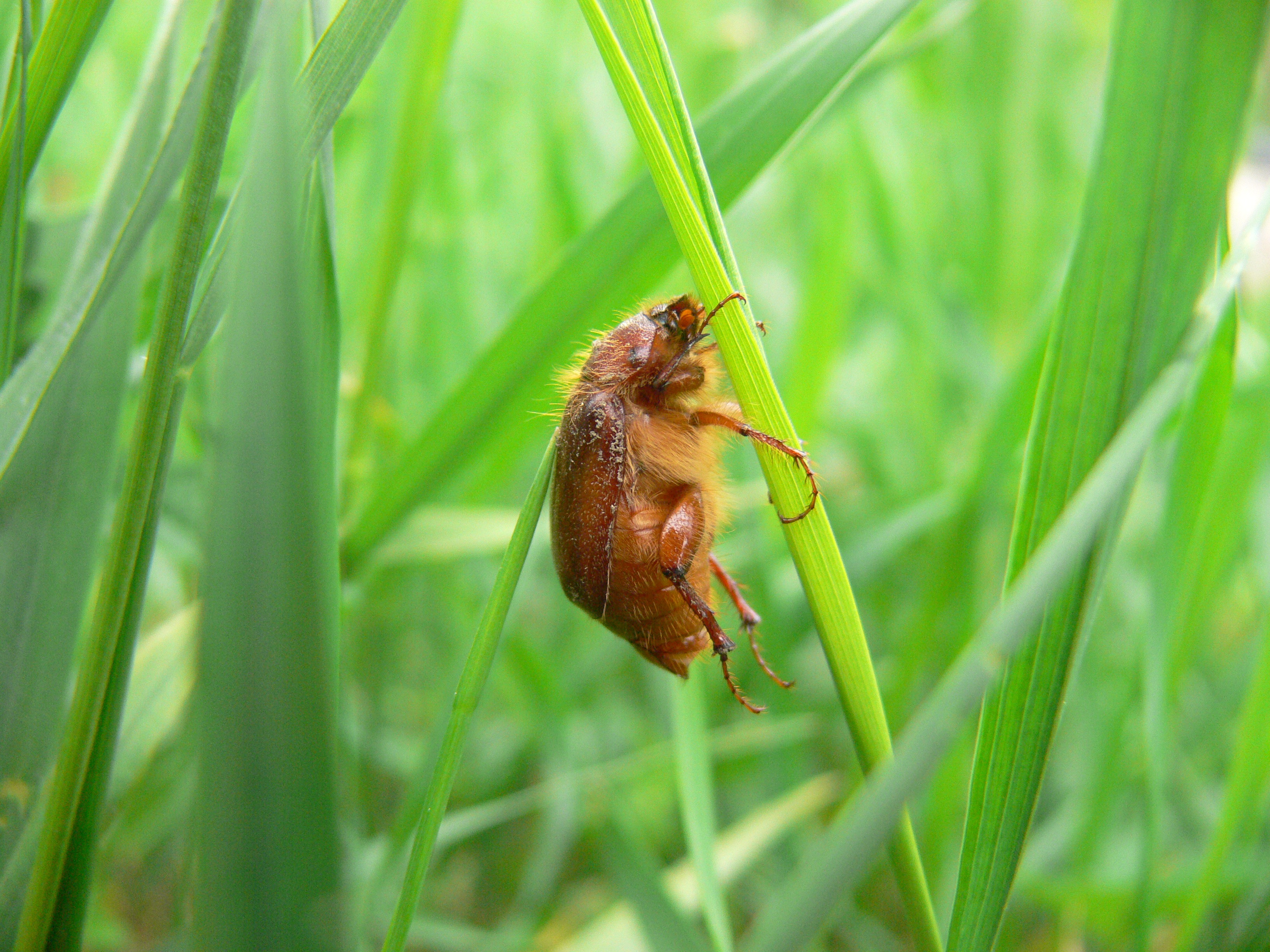
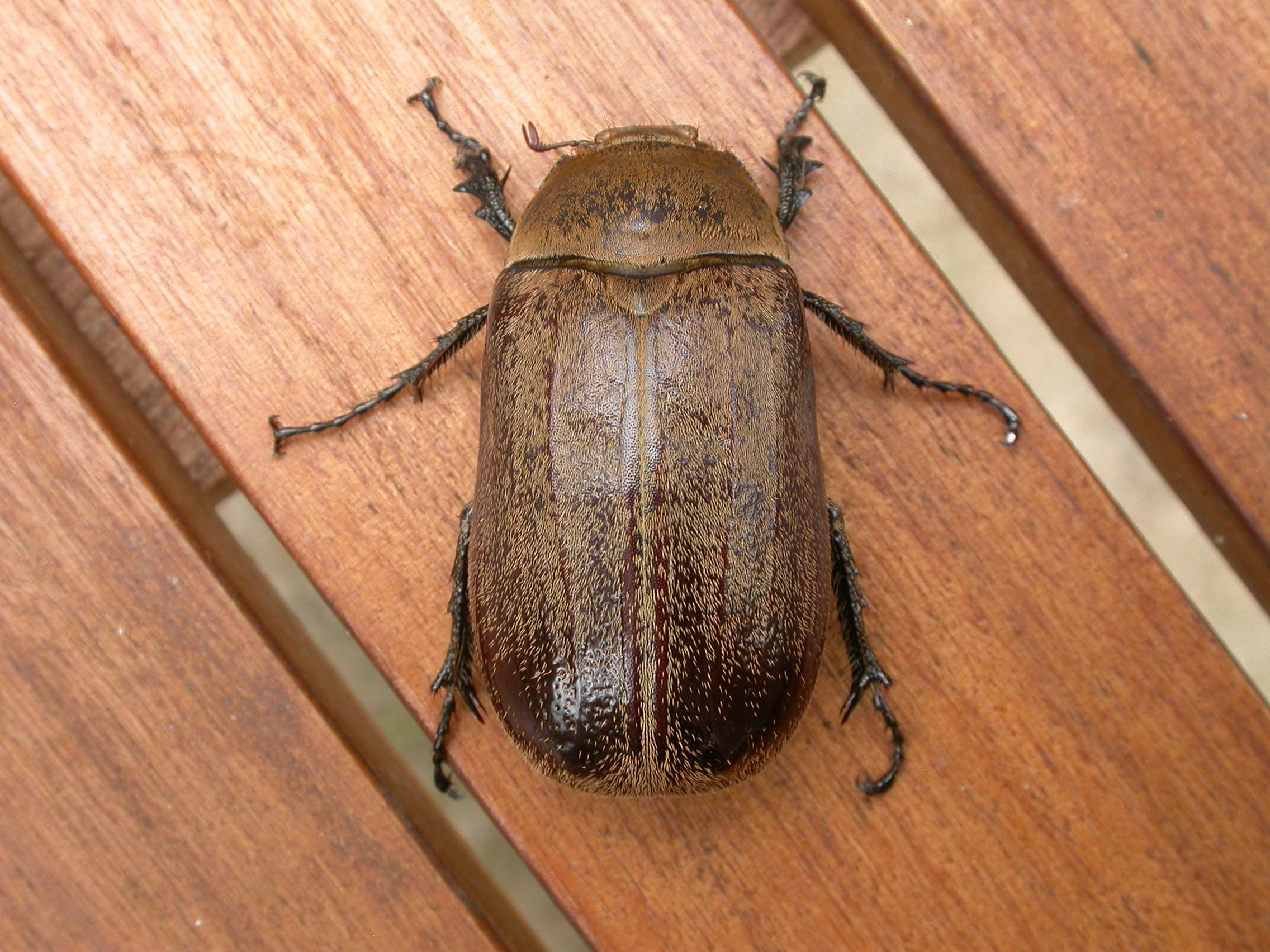
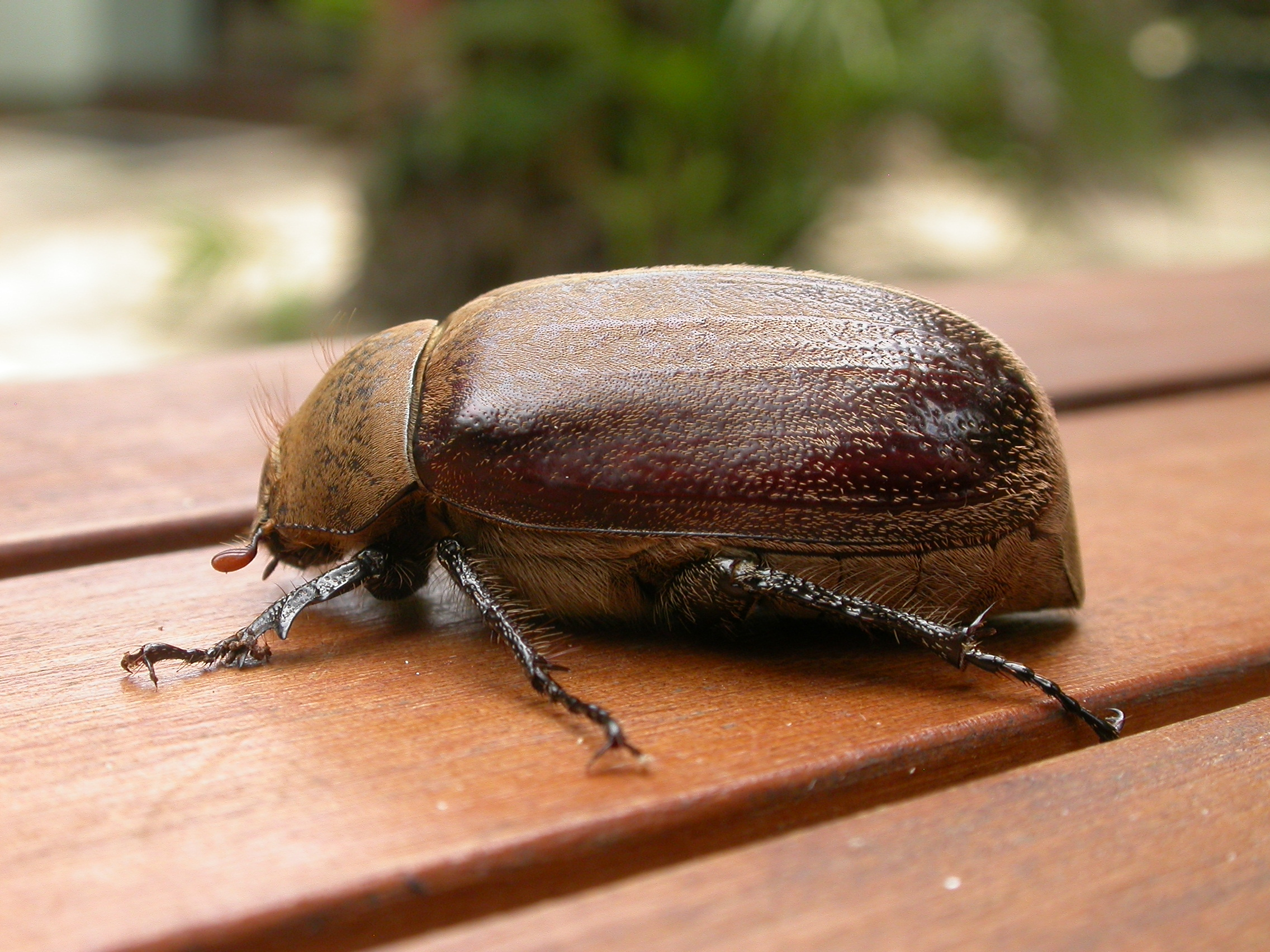
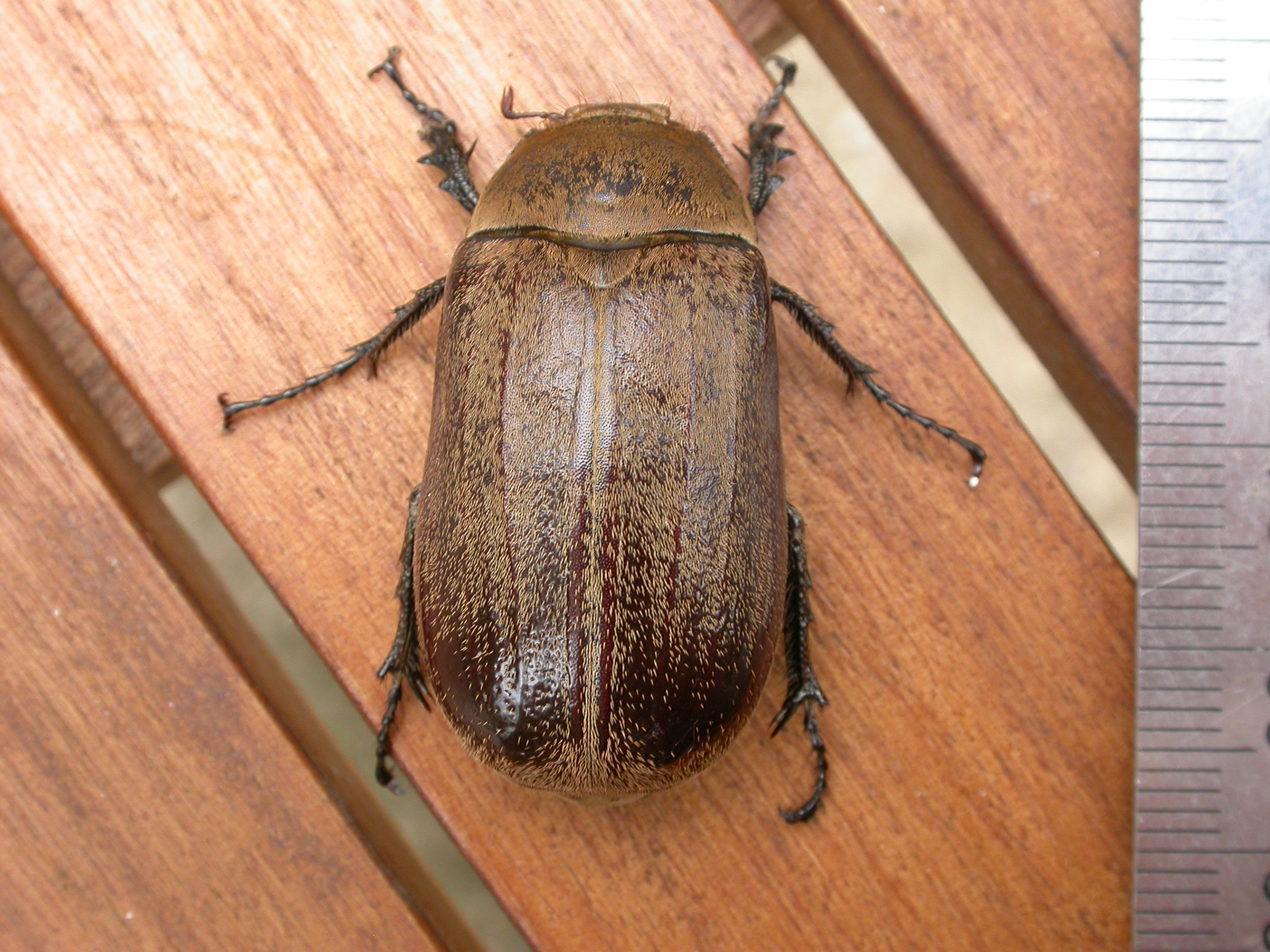